# Pitseolak Ashoona
Pitseolak Ashoona (* 1904 oder 1907 in einem Inuit-Camp auf Nottingham Island, Territorium Nunavut, Kanada; † 28. Mai 1983 in Cape Dorset) und Kenojuak Ashevak gelten als die ersten Inuit-Frauen, die in den späten 1950er Jahren mit rasch wachsendem Erfolg zu zeichnen begannen. Pitseolak hielt auf ihren Bildern unprätentiös und mit bemerkenswerter Authentizität den Alltag in Inuit-Camps fest und hat auf diese Weise wichtige Dokumente der Inuit-Kultur geschaffen. Darüber hinaus wurde sie als Autorin ihrer Autobiographie bekannt.

## Pitseolak - Inuit-Künstlerin der 1. Generation
Einerseits gehörte Pitseolak Ashoona (Inuktitutversion: Pitsiulaaq Asuuna; siehe unten) zur letzten Generation von Inuit, die noch die überwiegende Zeit ihres Lebens als traditionelle Jäger in Camps verbrachten, andererseits wird sie der ersten Inuit-Künstler-Generation zugerechnet. In den späten 1910er Jahren begegnete sie auf der südlichen Baffin-Insel dem bekannten Filmemacher Robert Flaherty (Nanuk, der Eskimo). Nachdem ihr Mann Ashoona, als Jäger der Ernährer der Familie, bereits im Alter von 40 Jahren am Natsiliq Lake (auf der Baffin-Insel) verstarb, war sie mit ihren Kindern früh auf sich allein gestellt. Nach jahrzehntelangem Nomadenleben in Camps an der Südküste der Baffin-Insel ließ sie sich zu Beginn der 1960er Jahre in der Siedlung Cape Dorset (heute Kinngait) nieder. Unter Anleitung durch James Houston (von den Inuit „Saumiq“ genannt) begann sie nun, ihren Lebensunterhalt (außer durch Fischen und Jagen) mit dem Anfertigen von Zeichnungen zu bestreiten. Bis zu ihrem Tod schuf sie über 7.000 bei Sammlern und Kunstkennern sehr geschätzte Werke, von denen sich eine größere Anzahl im Besitz der National Gallery of Canada, Ottawa, befindet.
Pitseolak Ashoona wurde 1974 als Mitglied in die Royal Canadian Academy of Arts aufgenommen und wurde 1977 Member des Order of Canada.

## Hinweis zur Namensschreibung
In der sich in Nunavut immer mehr durchsetzenden, von der Silbenschrift abgeleiteten lateinischen Schreibweise des Inuktitut ist der Name der Inuit-Künstlerin korrekt Pitsiulaaq Asuuna (Pitsiulaaq, deutsch: Gryllteiste), wegen ihres Bekanntheitsgrades wird üblicherweise jedoch die englische Form beibehalten.

## Bekannte Inuit-Künstler aus der Nachkommenschaft
- Namunai Ashoona (1926–2003) – Sohn von Pitsiulak Ashoona
  - Samiak Ashoona (1928–1970) – Ehefrau von Namunai Ashoona

- Qaqaq (Kaka) Ashoona (1928–1996) – Sohn von Pitsiulak Ashoona
  - Mayuriaq Ashoona (* 1946) – Ehefrau von Qaqaq Ashoona
  - Uqituq (Ohitu) Ashoona (* 1952) – Sohn von Qaqaq Ashoona

- Kumvartuk Ashoona (1930–1984) – Sohn von Pitsiulak Ashoona
  - Qavavau Ashoona (* 1967) – Sohn von Kumvartuk Ashoona

- Kiugak (Kiawak) Ashoona (* 1933) – Sohn von Pitsiulak Ashoona
  - Surusilutu (Sorosiluto) Ashoona (* 1941) – Ehefrau von Kiugak Ashoona
  - Shuvinai Ashoona (* 1961) – Tochter von Kiugak Ashoona
  - Napatsi Ashoona (* 1974) - Sohn von Kiugak Ashoona
  - Guta (Goota) Ashoona (* 1967) – Tochter von Kiugak Ashoona
  - Cii (See) Ashoona (* 1981) – Sohn von Kiugak Ashoona

- Napachi Pootoogook (1938–2002) – einzige Tochter von Pitsiulak Ashoona
  - Annie Pootoogook (1969–2016) – Tochter von Napachi Pootoogook
  - Cie (See) Pootoogook (* 1967) – Sohn von Napachi Pootoogook
  - Gu (Goo) Pootoogook (* 1956) – Sohn von Napachi Pootoogook

- Uttuqi (Ottokie) Ashoona (1942–1970) – Sohn von Pitsiulak Ashoona
  - Tumira Ashoona (* 1943) – Ehefrau von Uttuqi Ashoona sen.
  - Uttuqi (Ottokie) Ashoona (* 1970) – Sohn von Uttiqi Ashoona

## Schriften
- mit Dorothy Harley Eber: Pictures out of my life. University of Washington Press, Seattle 1971; wieder McGill-Queen’s University Press, Montreal 2003 (in Inuktitut, mit englischer Übers.) ISBN 0773525653 (Autobiographie)
  - Auszug, Übers. Birgit Herrmann: Das alte Leben, in Frauen in Kanada. Erzählungen und Geschichten. dtv, München 1993, S. 111–118